# Aulacophora dorsalis
Aulacophora dorsalis es un coleóptero de la familia Chrysomelidae.
Fue descrita científicamente por primera vez en 1835 por Boisduval.